# Grad Uppsala
Uppsalski grad (švedsko Uppsala slott) je kraljevi grad iz 16. stoletja v mestu Uppsala na Švedskem. V večjem delu svojega zgodnjega obstoja je grad igral pomembno vlogo v zgodovini Švedske. Grad, prvotno zgrajen leta 1549, je bil močno prenovljen, razširjen in drugače spremenjen. Danes v stavbi domuje uradna rezidenca guvernerja okrožja Uppsala, različna podjetja in dva muzeja.

## Starejše kraljeve rezidence v Uppsali
Bližnja Gamla Uppsala je bila pomembno versko in aristokratsko središče vsaj od 5. stoletja do leta 1273 (ko je bila katoliška nadškofija preseljena na območje, ki je postalo današnja Uppsala). Znano je, da se je dinastija Yngling naselila v Gamli Uppsali konec 5. stoletja. Danes so ohranjene velike kraljeve gomile, v Gamli Uppsali pa so odkrili tudi sledi starodavnih kraljevih dvorcev.
V srednjem veku je na območju Uppsale, imenovanem Islandet, obstajalo kraljevo posestvo, danes znano kot Föresäng. To posestvo je leta 1543 uničil požar. Med protestantsko reformacijo je švedska monarhija zaplenila srednjeveški nadškofovski grad, ki je stal zahodno od Uppsalske stolnice (blizu mesta današnje nadškofovske palače). Tako ta grad kot posestvo Föresäng sta bila uporabljena kot zgodnji kraljevi rezidenci v Uppsali.

## Zgodovina
Uppsalski grad je bil zgrajen v času vladavine Gustava I. Vase, v obdobju, ko je Švedska postajala velika sila v Evropi. Po začetni gradnji so različni monarhi trdnjavo preoblikovali in razširili v reprezentativen renesančni grad.

### Gustav I. Vasa
Po kmečkem uporu proti Vasovi vladavini, znanem kot Dackejeva vojna, je bilo odločeno, da se v kraljestvu zgradijo novi obrambni gradovi, vključno z enim v Uppsali. Gradnja gradu se je začela leta 1549 na vrhu velikega eskerja, imenovanega Kasåsen. Novozgrajeni kompleks je vključeval kraljeva stanovanja v jugozahodnem kotu in dva velika bastijona na zahodni strani. Oba bastijona, imenovana Gräsgården in Styrbiskop, sta danes značilna za grad, čeprav so od prvotnih kraljevih stanovanj ostali le temelji (in v njih je muzej Vasaborgen). Kmalu po dokončanju novega gradu je bil vzhodno od kraljevih apartmajev zgrajen prizidek, ki je dodal 'reprezentacijske prostore', kot sta državna dvorana in cerkev. Baterija Styrbiskop (škof-kontrolor) je bila zaradi sovražnosti med cerkvenimi oblastmi in kraljem od začetka njegove vladavine stalno usmerjena proti stolnici v Uppsali.

### Erik XIV. Švedski
Med vladavino [[Erik XIV. Švedski|Erika XIV. Švedskega]g je bil reprezentativni prizidek dokončan.[3] Tudi med njegovo vladavino so se v gradu zgodili umori Sture.

### Ivan III. Švedski
Leta 1572, ko je bil Ivan III. Švedski kralj, je grad uničil požar, ki je močno poškodoval tako prvotne kraljeve apartmaje kot tudi reprezentančni prizidek. Za obnovo poškodovanega gradu je bil najet Franciscus Pahr. Pahr si je zamislil novo južno krilo, ki bi nadomestilo požarno poškodovano stavbo, s kraljevimi apartmaji v zahodni polovici in državno dvorano ter cerkvijo v vzhodni polovici. Na severu bi bilo dvorišče, omejeno s kolonadami in stebri. Pahr je umrl leta 1580, dokončana pa je bila le zahodna polovica južnega krila. Za dokončanje vzhodne polovice južnega krila je bil pripeljan drug arhitekt, morda Willem Boy. Ta novi arhitekt je načrtoval tudi veliko severno krilo s stolpi, ki bi bilo z južnim krilom povezano z dolgim, ozkim vzhodnim krilom, imenovanim 'Dolgi grad' (švedsko Långslottet); ta novi načrt bi ustvaril grad v obliki črke U.
In tako je bilo med dvema različnima arhitektoma, ki ju je najel kralj Ivan III., dokončano novo južno krilo s kraljevimi apartmaji, državno dvorano in cerkvijo; Vključena je bila tudi obnova jugozahodnega stolpa in gradnja novega jugovzhodnega stolpa. Dve tretjini novega vzhodnega krila ('Dolgi grad') sta bili prav tako dokončani do smrti Ivana III. leta 1592. V tem obdobju je bil ob vznožju hriba vzhodno od gradu urejen tudi velik vrt.
Grajska cerkev, zgrajena v tem obdobju, je imela velike večnadstropne štukaturne retable, ki so obsegali celotno steno za oltarjem. Deli teh retablov so še danes značilni za grad.

### Karel IX. Švedski
Kralj Karel IX. Švedski si je želel, da bi bila severni in vzhodni prizidek gradu dokončana. Dokončano je bilo le vzhodno krilo (Dolgi grad) in njegov severovzhodni stolp, predvideno severno krilo pa ni bilo nikoli zgrajeno.

### Gustav II. Adolf
Leta 1630 je kralj Gustav II. Adolf na gradu objavil odločitev, da bo Švedska sodelovala v tridesetletni vojni.

### Kraljica Kristina
V 1640-ih letih je bil na grajsko dvorišče dodan vodnjak, ki ga je oskrbovala voda, črpana iz reke Fyris. Prav na gradu je švedska vlada leta 1654 objavila abdikacijo kraljice Kristine.

### Požar in obnova leta 1702
16. maja 1702 se je po Uppsali razširil velik požar, ki je uničil velik del mesta. Tudi gradu ni prizanesel, njegovo južno krilo je bilo močno poškodovano. Grad ni bil popravljen desetletje pozneje, predvsem zato, ker je grad Tre Kronor (kraljeva palača v Stockholmu) pogorel le pet let prej in so bila sredstva najprej namenjena obnovi kraljeve rezidence tam. Nekaj kamna iz poškodovanega gradu Uppsala so odpeljali v Stockholm, da bi ga uporabili pri gradnji nove Stockholmske palače.
Popravila in obnova Uppsalskega gradu so potekala med letoma 1743 in 1762. Popravila je začel vojvoda Adolf Frederick, ki je bil leta 1743 izvoljen za švedskega prestolonaslednika in je potreboval ustrezno rezidenco. Za arhitekta projekta je bil pooblaščen Carl Hårleman. Zahodni del južnega krila (nad portalom kralja Jana), v katerem so bili kraljevi apartmaji, ni bil obnovljen. Manj poškodovan vzhodni del južnega krila, v katerem sta bili državniška dvorana in cerkev, je bil manj poškodovan in je bil v tem obdobju popravljen. Večnadstropni nekdanji cerkveni prostor je bil razdeljen na različna nadstropja in sobe, ki so se uporabljali kot kraljevi apartmaji. Štukaturni okraski cerkve, ki so preživeli požar, so ostali na svojem mestu in so še vedno značilnost gradu. Hårlemanovi načrti so bili le delno uresničeni, saj je bil leta 1751 Adolf Frederick kronan za kralja in se preselil v palačo Drottningholm. V nekaj stoletjih je Uppsala počasi izgubljala status kraljevega mesta v korist Stockholma, pomanjkanje kraljevih sredstev po letu 1762 pa je grad na splošno pustilo v sedanji velikosti in obliki. Velika izjema je jugovzhodni stolp, ki je bil v Hårlemanovem obdobju obnovljen le do višine dveh nadstropij – v celoti je bil obnovljen leta 1815, da bi ga uporabili kot okrajni zapor.
Gunilla zvon je bil ulit leta 1588 in ponovno ulit leta 1759 po požaru. Po požaru so ga iz jugovzhodnega stolpa premaknili na sedanji položaj na obzidju topovske baterije škofovskega nadzornika (Styrbiskop), ki jo je Gustav Vasa usmeril proti nasprotni stolnici. Zvon je nato služil kot zvon za policijsko uro v mestu.

## Sodobna uporaba

### Uprava okrožja Uppsala
Po popravilih je bil Uppsalski grad dolga leta upravno središče okrožja Uppsala in kraj državne dvorane (švedsko Rikssalen). V 1930-ih je bila državna dvorana obnovljena in se danes uporablja kot prostor za prireditve. Grad trenutno služi kot uradna rezidenca okrožnega guvernerja okrožja Uppsala.
Dag Hammarskjöld, nekdanji generalni sekretar Združenih narodov, je otroštvo preživel v gradu, ko je bil njegov oče Hjalmar Hammarskjöld guverner okrožja Uppsala.

### Regionalni arhiv
Leta 1903 je švedska vlada v gradu odprla regionalni arhiv, ki je vseboval pomembne zgodovinske in genealoške zapise za Uppsalo in okoliške okrožja. Arhiv je bil shranjen v južnem krilu gradu, na območju nekdanje grajske cerkve. V delih arhiva so bili vidni relikviarijski prostori, ki so preživeli požar leta 1702. Leta 1993 so arhiv preselili iz gradu.

### Muzeji

#### Umetnostni muzej Uppsala
Danes je v južnem krilu gradu Umetnostni muzej Uppsala (švedsko Uppsala konstmuseum). Umetnostni muzej se je odprl leta 1995, nekaj let po odstranitvi regionalnega arhiva. Občina Uppsala od leta 2021 načrtuje večje spremembe južnega krila, da bi bolje prilagodila umetniški muzej.
Od leta 1997 je umetniški muzej razstavljal tudi zbirko umetniških študij Univerze Uppsala (Uppsala universitets konststudiesamling), ki vsebuje številne zgodovinske švedske slike. Zbirka umetniških študij je bila spomladi 2017 odstranjena in razstavljena v univerzitetnem muzeju Gustavianum.

#### Vasaborgen
Vasaborgen ('Trdnjava Vasa') je muzej v ruševinah prvotnih temeljev kraljevih apartmajev iz leta 1549. Muzej se je odprl leta 2004 in nadomestil starejši, vladni muzej, ki je interpretiral zgodovino gradu. Odprt je le v omejenem času poleti.

#### Muzej miru
Med letoma 2006 in 2019 je bil v gradu Muzej miru (Fredsmuseum). Zaprl se je po odkritju visokih ravni radona v gradu decembra 2019.

### Podjetja
Območja gradu se oddajajo tudi zasebnim podjetjem.